# 안정남
안정남(安正男, 1941년 9월 25일 ~ 2013년 6월 11일)은 국세청장, 건설교통부 장관을 지낸 대한민국의 공무원이다.

## 약력
- 제 10회 행정고시 합격
- 중부지방국세청 간세국장
- 서울지방국세청 간세국장
- 국세청 기획관리관
- 광주지방국세청장
- 국세청 직세국장
- 국세청 차장
- 국세청장
- 건설교통부 장관

## 학력
- 광주고등학교
- 건국대학교 법학과
- 건국대학교 행정대학원

| 전임 이석희 | 제11대 국세청 차장 1998년 3월 15일 ~ 1999년 5월 28일 | 후임 황수웅 |

| 전임 이건춘 | 제12대 국세청장 1999년 5월 29일 ~ 2001년 9월 7일 | 후임 손영래 |

| 전임 김용채 | 제9대 건설교통부 장관 2001년 9월 7일 ~ 2001년 9월 29일 | 후임 임인택 |